# Universidade de Lethbridge
A Universidade de Lethbridge (também conhecida como uLethbridge, uLeth, e U of L) é uma universidade acadêmica e de pesquisa abrangente financiada por fundos públicos, fundada na tradição da educação liberal, localizada em Lethbridge na província de Alberta, no Canadá, com um segundo campus na cidade de Calgary.